# Gypsophila curvifolia
Gypsophila curvifolia är en nejlikväxtart som beskrevs av Edward Fenzl. Gypsophila curvifolia ingår i släktet slöjor, och familjen nejlikväxter. Inga underarter finns listade i Catalogue of Life.